# Pierre-Antoine Gillet
Pierre-Antoine Gillet (Hoei, 16 april 1991) is een Belgisch basketballer. Hij speelt als power forward bij BC Oostende.

## Carrière
Gillet begon zijn professionele loopbaan bij Liège Basket, waarvoor hij 4 seizoenen speelde. In de zomer van 2013 maakte hij de overstap naar Telenet Oostende waarvoor hij anno 2016 nog steeds actief is. Gillet won met  BC Oostende 7 Belgische landstitels en 5 Belgische basketbalbekers. 
Hij werd in het seizoen 2013-2014 uitgeroepen tot Belgische belofte van het jaar. 
Op het einde van het seizoen 2014-2015 werd hij de 57ste Belgische speler van het jaar, een jaarlijkse sporttrofee van de Belgische krant Het Nieuwsblad.
Hij verliet Oostende in 2017 voor een avontuur in het buitenland. Hij speelde in drie seizoen voor Élan Chalon, CB Canarias en Baloncesto Fuenlabrada. Hij keerde in 2020 terug naar Oostende.

### Nationale ploeg
Gillet maakt sinds augustus 2012 deel uit van de Belgische nationale ploeg. Op het Europees kampioenschap basketbal mannen 2015 eindigde hij met de Belgian Lions op de 13e plaats. Hij nam in 2017 en 2022 opnieuw deel aan het EK. In 2025 besloot hij definitief te stoppen bij de nationale ploeg na 108 interlands.

## Erelijst

### Club
Filou Oostende
- Belgisch landskampioen: 2014, 2015, 2016, 2017, 2021, 2022, 2023, 2024, 2025
- Belgisch bekerwinnaar: 2014, 2015, 2016, 2017, 2021, 2025
- BNXT League-kampioen: 2024
- Beker van België MVP: 2025

### Nationale ploeg
- 2015 - 13e EK
- 2017 - 19e EK
- 2022 - 14e EK